# Aurimas Kučys
Aurimas Kučys (* 22. Februar 1981 in Panevėžys) ist ein litauischer Fußballspieler. Er spielt seit 2010 bei Ekranas Panevėžys in der A Lyga, der höchsten litauischen Spielklasse.

## Karriere
Kučys begann seine Karriere bei Ekranas Panevėžys, wo er 1998 in die erste Mannschaft geholt wurde. In seinem ersten Jahr wurde der Verein Fünfter. 2000 konnte in der Meisterschaft der vierte Platz erreicht werden, weiters konnte die Mannschaft den litauischen Pokal gewinnen. 2005 wurde der erste Meistertitel in der Karriere des defensiven Mittelfeldspielers errungen, zudem konnte der Verein 2006 neben dem Vizemeistertitel den Supercup gewinnen.
2007 wechselte er zum FC Daugava Daugavpils nach Lettland. Der Verein wurde in der Endtabelle Fünfter. Daraufhin wechselte er in die Ukraine und spielte bis Juli 2009 bei FC Navtoyk Ochtyrka in der dortigen zweithöchsten Spielklasse. Im Herbst 2009 stand er bei FC Zakarpattia Uzhhorod unter Vertrag. Im Januar 2010 kehrte er zu seinem Stammverein Ekranas Panevėžys zurück.
Für Litauen absolvierte er bisher 17 Länderspiele. Sein Debüt gab er bereits 2002.

## Erfolge
- Litauischer Meister 2005, 2010
- Litauischer Pokalsieger 2000, 2010, 2011
- Litauischer Supercupsieger 2006